# Giambattista Roberti
Gianbattista Roberti ou Giovanni Battista Roberti, né à Bassano del Grappa le  4 mars 1719  et mort dans la même ville le 29 juillet 1786) est un écrivain, poète et érudit jésuite (jusqu'à en 1773) italien.

## Biographie
Gianbattista Roberti est issu d'une famille de petite noblesse. En 1729, ses parents l'envoient au collège de Padoue pour être éduqué par les jésuites. Le 20 mai 1736, il entre au noviciat de la Compagnie de Jésus. Sa formation philosophique est faite à Bologne. Il fait sa théologie à Parme. En 1743, il est ordonné prêtre. En 1751 il est envoyé à Bologne comme professeur des Saintes Écritures tout en s'adonnant à l'écriture. Au moment de la suppression de la Compagnie en 1773 il retourne dans sa ville natale et se consacre un peu plus à l'écriture tout en s'adonnant à la prédication et aux œuvres de charité. Il entretient tout au long de sa vie par ses nombreuses correspondances un large réseau de relations intellectuelles. Gianbattista Roberti meurt à Bassano del Grappa le 29 juillet 1786.

## Ses œuvres
Son œuvre littéraire est composée pour l'essentiel de poèmes didactiques (La moda, 1746; Le perle, 1756), d'oraisons sacrées, de discours académiques comme  Orazione ai scholarsi dell'Accademia Clementina en 1758, qui exalte l'art italien, d'œuvres de controverse comme avec J.-B. d'Argens et de traités moraux. Les plus remarquables d'entre eux sont: Del legger libri di metafisica e di divertimento (1769), contre la culture française; Opuscoli intorno al lusso (1772); Annotazioni sopra l'umanità del sec. XVIII  (1781), qui oppose la charité chrétienne à l'humanitarisme philosophique.